# 夏千福
夏千福（英語：Clifford A. Hart, Jr.，1961年—），美國外交官，於2013年7月30日至2016年7月30日出任美國駐港澳總領事，負責美國政府在香港和澳門的事務。在此之前，他獲奧巴馬總統委任為大使的級別，出任六方會談特使。

## 外交官生涯
在過去三十多年的外交生涯中，夏千福曾三次出使中國，一次出使蘇聯和一次出使伊拉克。他曾在台灣學習中文，也懂得廣東話。
除此之外，夏千福還曾出任白宮國家安全委員會中國／台灣部主任、五角大樓海軍作戰部部長的外交政策顧問、國務院台灣協調處處長、國務院屬下協助戰亂國家重建辦公室副協調員、危機管理營運中心副主任等等。
夏千福曾獲得國務院外交報告最高嘉獎、美國海軍頒發的最傑出公務員獎、國務院最佳功勛榮譽獎和美國陸軍功勛文職服務獎。
夏千福在維珍尼亞大學取得碩士學位，也曾得到該大學校長獎學金。
2013年7月30日，夏千福正式出任美國駐香港總領事，負責美國政府在香港和澳門的事務。夏千福抵港後發表感言說，他第一次訪港時約是30年前的事，非常高興以美國駐港澳總領事身分回到香港。他說，期待與港澳特別行政區政府一起促進「我們廣泛的共同利益」。夏千福又說，很榮幸能夠親歷香港民主發展的一個新階段，在「一國兩制」的架構下走向真正的普選。
2016年6月10日，美國駐香港及澳門總領事館宣佈，首席副助理國務卿唐偉康獲國務卿委任，會在八月起接替夏千福，擔任美國駐香港及澳門總領事。

## 外部連結
- Facebook專頁：U.S. Consulate General Hong Kong and Macau （页面存档备份，存于）

| 外交職務      | 外交職務                                     | 外交職務              |
| ------------- | -------------------------------------------- | --------------------- |
| 前任： 楊甦棣 | 美國駐港澳總領事 2013年－2016年              | 繼任： 唐偉康         |
| 前任： 莫偉林 | 美國國務院亞太局 台灣協調處長 2005年－2007年 | 繼任： 蘇萊娜（代理） |